# Аннакулиева, Аннагуль Аннамурадовна
Аннагу́ль Аннамура́довна Аннакули́ева (1924—2009) — советская, туркменская оперная певица (сопрано), актриса. Народная артистка СССР (1965).

## Биография
Родилась 31 декабря 1924 года (по другим источникам — 1 января 1923 года) в небольшом рыбацком ауле на берегу Каспия в районе Гасан-Кули (ныне — Эсенкулийский этрап, Балканский велаят, Туркменистан).
После получения начального образования, в 1936—1939 годах продолжила учёбу в женском педагогическом училище. Её подругой по училищу была Мая Кулиева, впоследствии известная певица, народная артистка СССР.
В 1939—1941 годах работала заведующей отделом молодёжной организации Красноводской области.
Окончила Туркменскую оперную студию.
С 1941 по 2001 год — оперная певица, солистка Туркменского театра оперы и балета им. Махтумкули (ныне Национальный музыкально-драматический театр имени Махтумкули) (Ашхабад).
Выступала в концертах. Гастролировала в Канаде, Индии, Венгрии, Афганистане. Каждый раз в свой богатый репертуар обязательно включала песни на языке той страны, в которой выступала.
Снималась в кино. Член Союза кинематографистов Туркменской ССР.
Член КПСС с 1952 года.
Аннагуль Аннакулиева умерла 18 июля 2009 года в Ашхабаде. Похоронена на родине, в поселке Гасан-Кули (ныне Эсенгулы) Балканского велаята.

### Семья
- Муж — Алты Карлиев (1909—1973), актёр, режиссёр театра и кино, драматург. Народный артист СССР (1955).

## Награды и звания
- Народная артистка Туркменской ССР (1952)[6]
- Народная артистка СССР (1965)
- Орден Ленина (1955)
- Орден Дружбы народов (1983)
- Орден «Знак Почёта» (1950)
- Медали

## Творчество

### Партии
- 1941 — «Зохре и Тахир» А. Шапошникова — Зохре
- «Абадан» Ю. Мейтуса и А. Кулиева —  Абадан
- «Шасенем и Гариб» А. Шапошникова и Д. Овезова — Шасенем
- «Кемине и казы» А. Шапошникова и В. Мухатова — Огульбек
- «Лейли и Меджнун» Ю. Мейтуса и Д. Овезова — Лейли
- «Пиковая дама» П. Чайковского — Лиза
- «Евгений Онегин» П. Чайковского — Татьяна
- «Русалка» А. Даргомыжского — Наташа
- «Тоска» Дж. Пуччини — Тоска
- «Князь Игорь» А. Бородина — Ярославна
- «Кармен» Ж. Бизе — Кармен

### Фильмография
- 1944 — Концерт пяти республик (музыкальный фильм)
- 1945 — Волшебный кристалл (музыкальный фильм)
- 1957 — Особое поручение — дочь Мердана
- 1963 — Случай в Даш-Кале — Эне Караевна
- 1963 — Шахсенем и Гариб — шахиня
- 1970 — Горькая судьба — Дурсолтан
- 1971 — За рекой — граница — Хесел
- 1981 — Утренние всадники — Кнышбай
- 1983 — Люди моего аула — Герек